# Lacassine
Lacassine – jednostka osadnicza w Stanach Zjednoczonych, w stanie Luizjana, w parafii Jefferson Davis.